# Haurida
Haurida is een plaats in de gemeente Aneby in het landschap Småland en de provincie Jönköpings län in Zweden. De plaats heeft 62 inwoners (2005) en een oppervlakte van 22 hectare.